# Grotwoning De Kluis

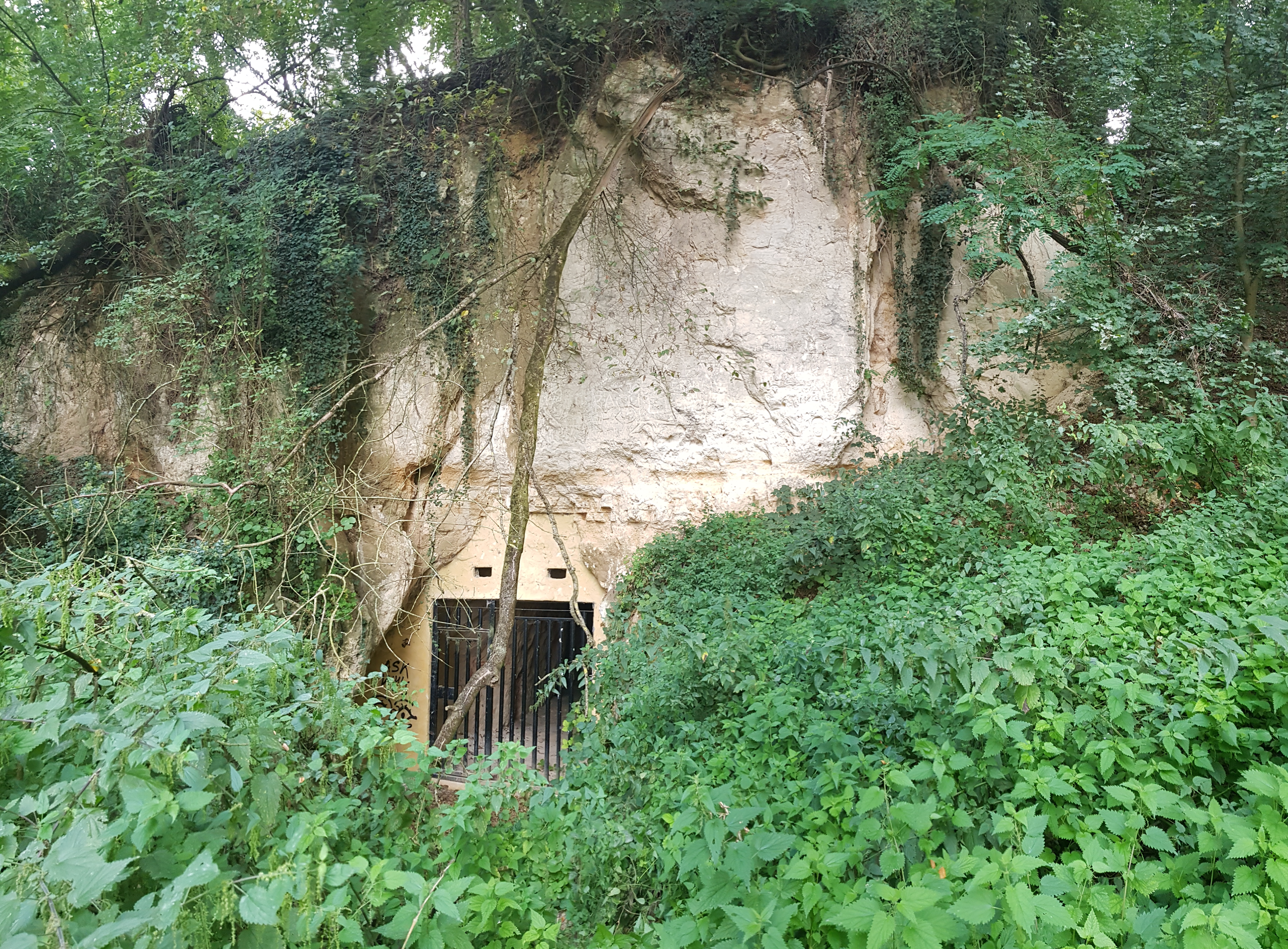
de ingang van de Grotwoning De Kluis anno 2019

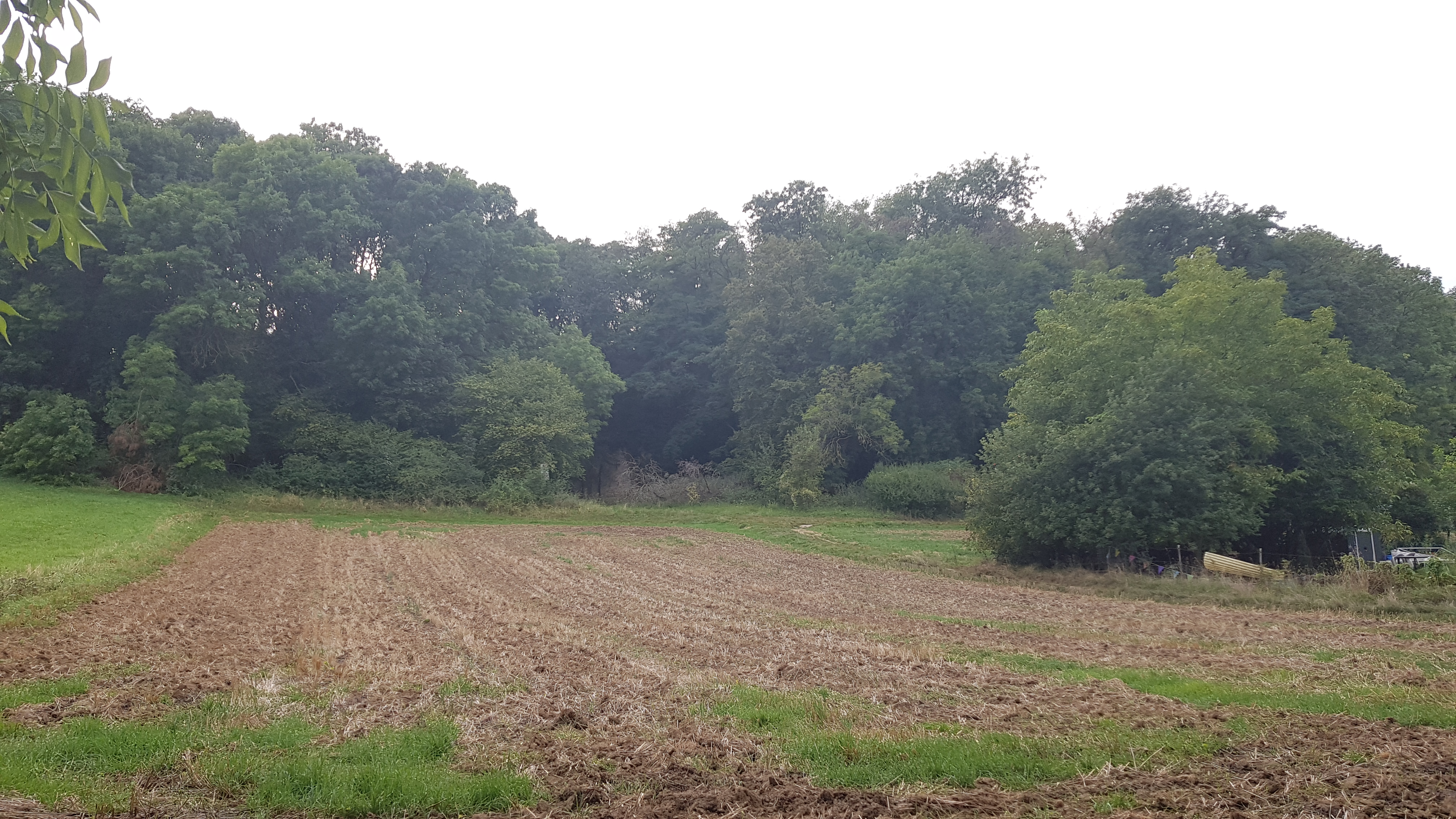
de locatie van de groeve in het landschap

De Grotwoning De Kluis of Kleine groeve Slavante is een voormalige Limburgse mergelgroeve, kluizenarij en groevewoning in Nederlands Zuid-Limburg in de gemeente Maastricht. De groeve ligt in de noordwestelijke helling van de Sint-Pietersberg en het Plateau van Caestert aan de rand van het Slavantebos ten zuiden van Sint-Pieter.
Op ongeveer 110 meter naar het zuidoosten ligt het Buitengoed Slavante. Op ongeveer 150 meter naar het noordwesten ligt de ingang van het gangenstelsel Zonneberg, op ongeveer 80 meter naar het noordwesten ligt de Grotwoning Greetje Blanckers en op ongeveer 150 meter naar het zuiden liggen de Keldertjes Slavante.

## Geschiedenis
De groeve werd door blokbrekers ontgonnen voor de winning van kalksteenblokken.
In historische documenten werd de grotwoning als In de Kluis en de cluys op de maes aangeduid en was toen een kluizenarij. Rond 1680 werd de grotwoning samen met enkele metgezellen bewoond door de kluizenaar broeder Nicolaes. In 1755 woonden er twee kluizenaars, die voor de grotwoning ook een huisje hadden staan. In de eeuwen die volgden woonden hier meer kluizenaars, wat eindigde met de dood van kluizenaar Ludovicus Madian op 19 mei 1789 en de dood van kluizenaar Paulus Lambrechts op 21 november 1800.
Na het vertrek van de laatste kluizenaar werd de groevewoning tot omstreeks 1940 door lokale bewoners gebruikt als woning. Daarna werd de groeve nog gebruikt als stal en als kortdurende verblijfplaats.
In juli 1970 stortte de groeve-ingang gedeeltelijk in.

## Groeve
De groeve is niet verbonden met andere gangenstelsels in de Sint-Pietersberg.
De ingang van de groeve is afgesloten, maar zodanig dat vleermuizen de groeve wel kunnen gebruiken als verblijfplaats.
De beheerder van de groeve is Natuurmonumenten. In 2017 werd de groeve op veiligheid onderzocht en werd deze goedgekeurd.

## Geologie
De groeve is uitgehouwen in de Kalksteen van Nekum uit de Formatie van Maastricht.